# ماتا هاري
ماتا هاري (بالهولندية: Mata Hari) (1876-1917) هو الاسم الفني التي اشتهرت به مارجاريتا جِرترودا «جريتشي» زيلي، وهي أشهر جاسوسة في التاريخ الحديث. كانت راقصة هولندية-جرمانية، وأيضاً مومساً لدى رجال الطبقة العليا من المجتمع، تم إعدامها من قبل الفرنسيين رميا بالرصاص بتهمة التجسس عليهم خلال الحرب العالمية الأولى.
أصبحت مادة شديدة الثراء للأدباء والمؤرخين وصناع السينما، وأطلق عليها لقب جاسوسة الجاسوسات ورسموا لها صورة الفتاة الجميلة الساحرة التي أوقعت كبار السادة في هواها وغوايتها. لكن ماتا هارى في الواقع، كانت أقرب إلى القبح والدمامة، ومن هنا يثور السؤال عن أسباب نجاحها في مهمتها، والتي تحولت معها إلى أسطورة يضاف إليها مع كل كتاب ومع كل عمل سينمائي لمحات جديدة غامضة وساحرة، حتى مثلت دورها جميلات السينما من جريتا جاربو إلى مارلين ديتريتش إلى فرانسواز فابيان. يوم وزعت الشرطة الفرنسية صورها بعد إعدامها عام 1917، ذهل الناس لشكلها، الذي نسوه مع الوقت وظلت صورتها الأسطورية الساحرة.

## حياتها
ولدت في هولندا عام 1876 وتزوجت وأنجبت وهي في سن التاسعة عشر وكان انتقالها مع زوجها الضابط إلى جاوة في إندونيسيا بداية التحول في حياتها فقد انبهرت إلى حد بعيد بالشرق وعالمه الغريب عليها، وانجذبت للرقص الشرقي الذي تعلمته وأتقنته وتحولت إلى راقصة شرقية بعد موت ابنها الصغير وانصراف زوجها عنها، فانخرطت في مجتمعات سومطرة وجاوة، وحفظت أسلوب المرأة الشرقية في إبراز أنوثتها والتأكيد عليها وساعدها إتقانها الرقص على ذلك.
حين عادت مع زوجها إلى هولندا، تركته مع طفلتها وانطلقت لحياتها وصلت باريس عام 1903 تحت اسم (ليدي ماكلويد) وفشلت في الرقص، وعوملت كامرأة للبيع وبدلا من الاستسلام، تخلت عن شخصيتها الأوروبية وتقمصت شخصية أميرة، ثم راقصة من الشرق وعادت إلى باريس باسم (ماتا هاري) وهي تعني (عين النهار) بإحدى لغات ماليزيا وألفت لنفسها سيرة حياة جديدة تماما، اعتبرت فيها مولدها في أقصى الشرق، واحترافها الرقص منذ طفولتها! وأصبحت (عروس الشرق) في باريس ترقص في معبد هندوسي! حتى وقعت في حب ملازم ألماني، تركت من أجله الرقص والمجتمعات الصاخبة، لكنه أهملها وهجرها بعد عامين فقط، فانتقمت منه في شخص رجل مال فرنسي دمرت حياته.
حين وقعت الحرب العالمية الأولى ودخلت ألمانيا الحرب، كانت ماتا هاري مفلسة وفاشلة وفي منتصف الثلاثينات، عادت إلى وطنها هولندا لتجد أمامها قنصل ألمانيا، يوهمها بأنه ما زال يعيش في جو أسطورتها القديمة ومسارح باريس، وتم تجنيدها على يده ضد الفرنسيين وطلب منها ببساطة العودة إلى باريس، حلمها الدائم، ورحبت بالعرض دون أن تدرك خطورة ما تفعل وأصبح اسمها الحركي هـ 21. ارتبطت بقصة حب مع ضابط روسي، تابعها عن قرب أحد كبار المخابرات الفرنسية، والذي وجدها فرصة لتجنيدها (ضد الألمان) على أن يدفع لها كل ما تريد، وتحولت إلى عميل مزدوج.

## الاعتقال الأول وبراءتها
كانت ماتاهاري تستخدم أسلوب شفرة شديدة التعقيد في مراسلة عملاء ألمانيا خارج فرنسا أسلوب يصعب إن لم يكن من المستحيل فك رموزه وحله وثارت ثائرة رجال الأمن عند هذه النقطة ودب الخلاف والشقاق بينهم.
كان بعضهم يرى ضرورة إلقاء القبض على ماتاهاري قبل أن تنقل إلى الألمان أسرار مخيفة قد تؤدي إلى هزيمة فرنسا في حين يرى البعض الآخر أن إلقاء القبض عليها دون دليل ينذرها بشكوكهم دون أن يكفي لإدانتها، وبالفعل تم إلقاء القبض على ماتاهاري عام 1916 م ومحاكمتها بتهمة الجاسوسية.
ولكن القصة لم تنتهي بعد فقد أنكرت ماتاهاري التهمة بشدة واستنكرتها وراحت تدافع عن نفسها في حرارة وتؤكد ولاءها لـفرنسا واستعدادها للعمل من أجلها، وبدلا من أن تنتهي المحاكمة بإدانة ماتاهاري بتهمة الجاسوسية انتهت باتفاق بينها وبين الفرنسيين للعمل لحسابهم والحصول على أية معلومات سرية لهم نظرا لعلاقاتها القوية بعدد من العسكريين والسياسيين الألمان.
والعجيب أن الفرنسيين وافقوا على هذا وأرسلوا ماتاهاري بالفعل إلى مهمة سرية في بلجيكا حيث إلتقت ببعض العملاء السريين الفرنسيين هناك وقدمت لهم العديد من الخدمات النافعة ونقلت ماتاهاري بالفعل عددا من الأسرار الألمانية للفرنسيين ولكن الألمان ردوا الصاع صاعين لعميلتهم السابقة.

## الاعتقال الثاني وكشفها
أرسلوا لها خطابات مشفرة، مستخدمين شفرة يفهمها الفرنسيون جيدا مما جعل الفرنسيون يلقون القبض على ماتاهاري مرة ثانية بتهمة التجسس مع وجود الخطابات كدليل هذه المرة، ومرة أخرى تمت محاكمة ماتاهاري في باريس، وفي هذه المرة لم تنجح ماتا هاري في إقناع الفرنسيين ببراءتها فصدر الحكم بإعدامها، وتم تنفيذ الحكم في ماتاهاري.

### إعدامها
اكتشف الفرنسيون أمرها بوشاية، فاعتقلت، وحوكمت لمدة شهور، تخلى عنها أثناءها كل من عرفتهم، وأعدمت ماتا هاري رميا بالرصاص عام 1917 قبل انتهاء الحرب العالمية الأولى دون أن تعرف بالضبط حقيقة جريمتها فقد اعتقدت أنها تتسلى بالقلوب، لا بالدول. رغم أن فرنسا أعدمت عشرات الجاسوسات للألمان، فإن ماتا هاري أو عين النهار تظل هي الوحيدة التي يذكرها التاريخ.
بعد 100 عام على إعدامها أفرجت وزارة الدفاع الفرنسية عن وثائق جديدة تتعلق بهذه السيدة، وتتضمن محاضر استجوابها على يد محققي مكافحة التجسس في فرنسا عام 1917.
ومن بين الوثائق برقية إلى برلين من الملحق العسكري الألماني في مدريد، وهي البرقية التي أدت لاعتقال ماتا هاري في فندق بالشانزليزيه، والتي مثلت لاحقا دليلا رئيسيا خلال محاكمتها.

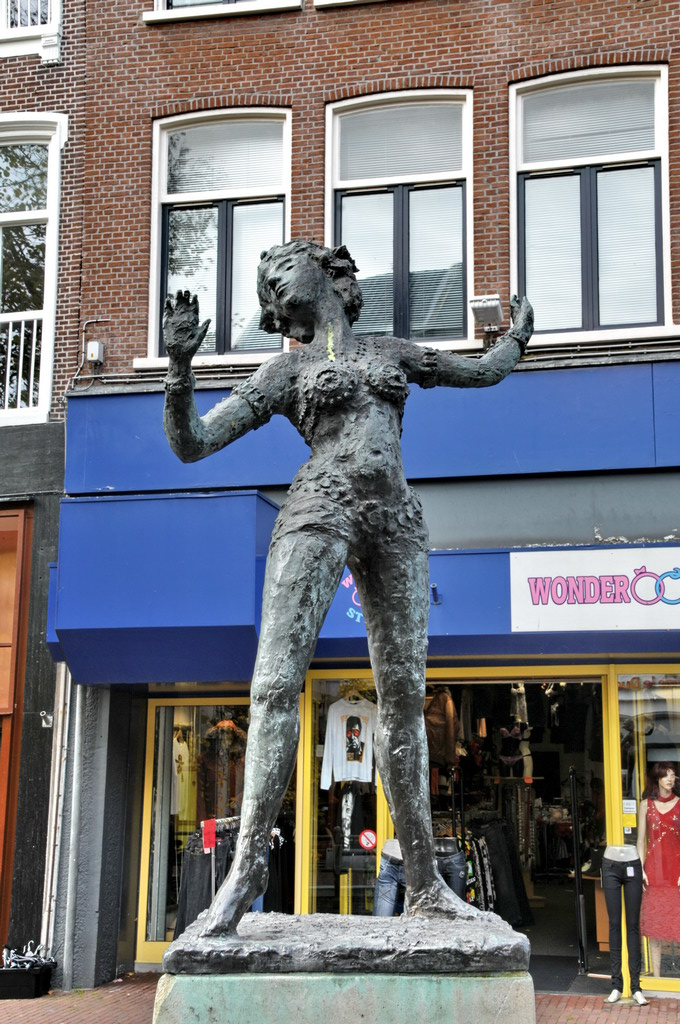
تمثال ماتا هاري بمدينة ليوواردن في هولندا